# Бастарни
Бастарните (на латински: Bastarni, Basternae; на старогръцки: Βαστάρνας, Βαστέρναι) са индогерманско племе в Югоизточна Европа. Точната им етническа принадлежност не е напълно изяснена. В повечето случаи ги определят като германи, по-специално като едно от източногерманските племена.

## История

### Произход
Полибий пише за войни на бастарни и скири с римляните през III век пр. Хр.. Около 230 г. пр. Хр. бастарните и германските скири обсаждат град Олбия (до с. Парутино в Николаевска област, Украйна) на Черно море. Около 180 г. пр. Хр. се появяват на Долен Дунав и малко по-късно се бият като наемници на Персей против Рим. Намерени са селища на бастарните от 2 и 1 век пр. Хр. в Източна Румъния и в Молдавия. Находките там се предполага, че сочат вероятно към елбо-германски корени на бастарните. Тацит ги нарича през 98 г. сл. Хр. на тяхно частично племе певкини и ги сравнява по език, начин на живот, строене на къщи и селища с германите. Локализира ги в Карпатите. В Маркоманските войни срещу германски, тракийски и сарматски племена Марк Аврелий воюва и с бастарни и певкини. Галатският произход на бастарните се обсъжда въз основа на споменатите от Птолемей келтски топоними (Карродунум, Еракген и др.) в заетата от тях територия. Редица археолози се опитват да свържат бастарните с определена археологическа култура (напр. Поянещи-Лукашевка), но този въпрос не е окончателно решен.

### Политика
Най-старите сведения от историята на бастарните се отнасят към края на III в пр.н.е. (между 233 – 239 г. пр.н.е.). Помпей Трог съобщава, че те безпокоят гръцките полиси, а също така Македония и Епир. Привлекли вниманието на Филип V, който през 182 г. пр.н.е. им предлагада се преселят в земите на дарданците, като преди това ги унищожат. След това заедно със скордиските те трябвало да образуват основната маса на войската за действия срещу римската република. По-късно бастарните се появяват заедно с готите на Делтата на Дунав и през 280/ 295 г. преминават в римска територия. През 280 г. император Проб дава на бастарните земя в Тракия. Южно от Дунав са доказани до 391 г. Последните следи изчезват през VI век с крепостта Кастел Бастернаи .
Бастарните живеят повече от пет века в изолирано положение. Едва настъпващите от изток сармати и нападенията на готите ги смущават. Те са преселени в Империята и по-късно асимилирани.